# Patri Gavira
Patricia Gavira Collado (Taraguilla, Cádiz, España, 26 de abril de 1989), conocida como Patri Gavira, es una futbolista española. Juega de defensa o centrocampista y su equipo actual es el Granadilla Tenerife de la Primera División de España. Es hermana del jugador de vóley playa Adrián Gavira.

## Estadísticas
Actualizado al último partido disputado el 15 de noviembre de 2020 (incompleto, solo encuentros en primera)
| Club                         | Div.          | Temporada     | Liga  | Liga  | Copas nacionales(1) | Copas nacionales(1) | Copas internacionales(2) | Copas internacionales(2) | Total | Total |
| Club                         | Div.          | Temporada     | Part. | Goles | Part.               | Goles               | Part.                    | Goles                    | Part. | Goles |
| ---------------------------- | ------------- | ------------- | ----- | ----- | ------------------- | ------------------- | ------------------------ | ------------------------ | ----- | ----- |
| Sevilla · España             |               |               |       |       |                     |                     |                          |                          |       |       |
| 1.ª                          | 2010-11       | 13            | 0     | 0     | 0                   | 0                   | 0                        | 13                       | 0     |       |
| 1.ª                          | 2012-13       | 26            | 1     | 0     | 0                   | 0                   | 0                        | 26                       | 1     |       |
| Total club                   | Total club    | 39            | 1     | 0     | 0                   | 0                   | 0                        | 39                       | 1     |       |
| Sporting de Huelva · España  |               |               |       |       |                     |                     |                          |                          |       |       |
| 1.ª                          | 2013-14       | 29            | 2     | 0     | 0                   | 0                   | 0                        | 29                       | 2     |       |
| 1.ª                          | 2014-15       | 30            | 6     | 0     | 0                   | 0                   | 0                        | 30                       | 6     |       |
| 1.ª                          | 2015-16       | 28            | 5     | 0     | 0                   | 0                   | 0                        | 28                       | 5     |       |
| Total club                   | Total club    | 87            | 13    | 0     | 0                   | 0                   | 0                        | 87                       | 13    |       |
| Granadilla Tenerife · España |               |               |       |       |                     |                     |                          |                          |       |       |
| 1.ª                          | 2016-17       | 29            | 2     | 0     | 0                   | 0                   | 0                        | 29                       | 2     |       |
| 1.ª                          | 2017-18       | 28            | 1     | 0     | 0                   | 0                   | 0                        | 28                       | 1     |       |
| 1.ª                          | 2018-19       | 23            | 0     | 0     | 0                   | 0                   | 0                        | 23                       | 0     |       |
| 1.ª                          | 2019-20       | 21            | 0     | 0     | 0                   | 0                   | 0                        | 21                       | 0     |       |
| 1.ª                          | 2020-21       | 8             | 1     | 0     | 0                   | 0                   | 0                        | 8                        | 1     |       |
| Total club                   | Total club    | 109           | 4     | 0     | 0                   | 0                   | 0                        | 109                      | 4     |       |
| Total carrera                | Total carrera | Total carrera | 235   | 18    | 0                   | 0                   | 0                        | 0                        | 235   | 18    |